# Nougat
Per nougat si intende una categoria di dolci a b a se di mandorle o nocciole tritate in un impasto zucchero o miele, che può avere una consistenza dal madticabile al croccante.
I nougat vengono suddivisi in più categorie, la prima dei quali è quella dei nougat bianchi, a base di albumi e miele, tipologia che comprende il torrone, il mandorlato, il nougat di Montélimar, il turrón spagnolo e il nāțif dell'Asia centrale. La seconda categoria è quella dei nougat marroni, come il croccante e il nougat noir, preparati senza usare le uova. La terza è quella dei nougat neri viennesi e tedeschi, a base di cioccolato e nocciole.